# Zdołbica (gmina)
Zdołbica – dawna gmina wiejska istniejąca do 1939 roku w woj. wołyńskim (obecnie na Ukrainie). Siedzibą gminy była Zdołbica.
31 marca 1920 r. wyłączona wraz z miasteczkiem Zdołbunów z powiatu ostrogskiego i przyłączona do powiatu rówieńskiego.
1 stycznia 1925 roku gmina Zdołbica oraz miasto Zdołbunów zostały wyłączone z powiatu rówieńskiego, wchodząc w skład nowo utworzonego powiatu zdołbunowskiego.
29 wrześia 1925 z gminy Zdołbica wyłączono wieś Zdołbunów i były folwark Zdołbunów, włączając je do miasta Zdołbunowa.
Według stanu z dnia 4 stycznia 1936 roku gmina składała się z 23 gromad. Po wojnie obszar gminy Zdołbica wszedł w struktury administracyjne Związku Radzieckiego.